# رود اوباگان
رود اوباگان رودی است به رود تبل می‌ریزد. این رود از کشورهای قزاقستان و روسیه می‌گذرد.